# 이스마일 체말리
이스마일 체말 베이 블로라(알바니아어: Ismail Qemal Bej Vlora, 튀르키예어: Avlonyalı İsmail Kemal Bey 아블로니알르 이스마일 케말 베이[*], 1844년 1월 16일 ~ 1919년 1월 24일)는 이스마일 체말리(Ismail Qemali)라는 이름으로 알려져 있는 알바니아 민족 운동의 지도자였다.
독립 알바니아의 창립자로서, 그는 알바니아의 첫 국가원수이자 알바니아 임시 정부의 대통령으로 일하다 1914년 1월 6개의 강대국이 설립한 국제 통제 위원회에 의해 강제로 임기를 마쳐야 했다.